# معركة الرتل
معركة الرتل معركة جرت بين طائرات القوة الجوية العراقية، وا تنظيم داعش والذي حاول فيها الهجوم على كربلاء. أنتهت هذه المعركة بنصر حاسم للقوة الجوية العراقية وتدمير ما يقارب الألف عجله المدججه بمختلف انواع الاسلحه

## كشف عملية الهجوم
في صباح يوم 28 من حزيران عام 2016 أقلعت طائره استطلاعيه من قاعدة محمد علاء الجوية لأستطلاع مناطق شرق وجنوب الفلوجة، كشف الطيار عن تجمعات مريبه في منطقة البو عيسى لعدد كبير من السيارات يتراوح ما بين 250 سيارة، بعد ساعة تم أرسال فريق استخبارات للتأكد ان لم يكونو نازحين من منطقه الفلوجة،الى ان يصل الجواب النهائي بأنهم عصابات داعش الاجراميه.